# Сороката Ганна Іванівна
Ганна Іванівна Сороката (Галко) (нар. 2 лютого 1948, село Нова Пісочна, тепер Городоцького району Хмельницької області) — українська радянська діячка, новатор сільськогосподарського виробництва, доярка колгоспу «Комуніст» Городоцького району Хмельницької області. Депутат Верховної Ради УРСР 8—9-го скликань.

## Біографія
Освіта середня. Закінчила сільську восьмирічну школу.
З 1965 року — доярка колгоспу «Комуніст» села Стара Пісочна Городоцького району Хмельницької області. У 1970 році надоїла 3365 кілограмів молока від кожної закріпленої за неї корови.
Потім — на пенсії у селі Нова Пісочна Городоцького району Хмельницької області.

## Нагороди
- ордени
- медаль «За доблесну працю. На відзнаку 100-річчя від дня народження Володимира Ілліча Леніна»
- медалі